# Saint-Salvadou
Saint-Salvadou ist eine Ortschaft und eine ehemalige französische Gemeinde mit 395 Einwohnern (Stand 1. Januar 2022) im Département Aveyron in der Region Okzitanien. Sie gehörte zum Arrondissement Villefranche-de-Rouergue und zum Kanton Aveyron et Tarn.
Mit Wirkung vom 1. Januar 2016 wurden die früheren Gemeinden La Bastide-l’Évêque, Saint-Salvadou und Vabre-Tizac zur Commune nouvelle mit dem Namen Le Bas Ségala zusammengelegt und haben in der neuen Gemeinde den Status einer Commune déléguée inne. Der Verwaltungssitz befindet sich im Ort La Bastide-l’Éveque.

## Lage
Nachbarorte sind Morlhon-le-Haut im Norden, La Bastide-l’Évêque im Nordosten, La Capelle-Bleys im Osten, Vabre-Tizac im Südosten, Lunac im Südwesten und Sanvensa im Westen.

## Bevölkerungsentwicklung
| Jahr      | 1962 | 1968 | 1975 | 1982 | 1990 | 1999 | 2007 | 2012 | 2013 | 2015 |
| --------- | ---- | ---- | ---- | ---- | ---- | ---- | ---- | ---- | ---- | ---- |
| Einwohner | 689  | 608  | 546  | 520  | 505  | 432  | 407  | 385  | 390  | 384  |

## Persönlichkeiten
- Justin Bessou (1845–1918), römisch-katholischer Geistlicher und Schriftsteller